# Кіт-рибалка
Кіт-рибалка, або віверіна (Prionailurus viverrinus) — дика кішка роду азійський кіт підродини малі кішки, що мешкає в Південно-Східної Азії. Близько споріднена до бенгальської й схожа на неї зовнішньо, але більших розмірів. Тямить у виловлюванні риби і добре плаває. Живе переважно у водно-болотних угіддях, вздовж річок, струмків, стариць, боліт, мангрових лісів.
З 2016 року вид проходить по статусу уразливого у Червоному списку Міжнародного союзу охорони природи. Занесений до Додатка II CITES.
Є твариною-символом індійського штату Західний Бенгал.

## Зовнішній вигляд

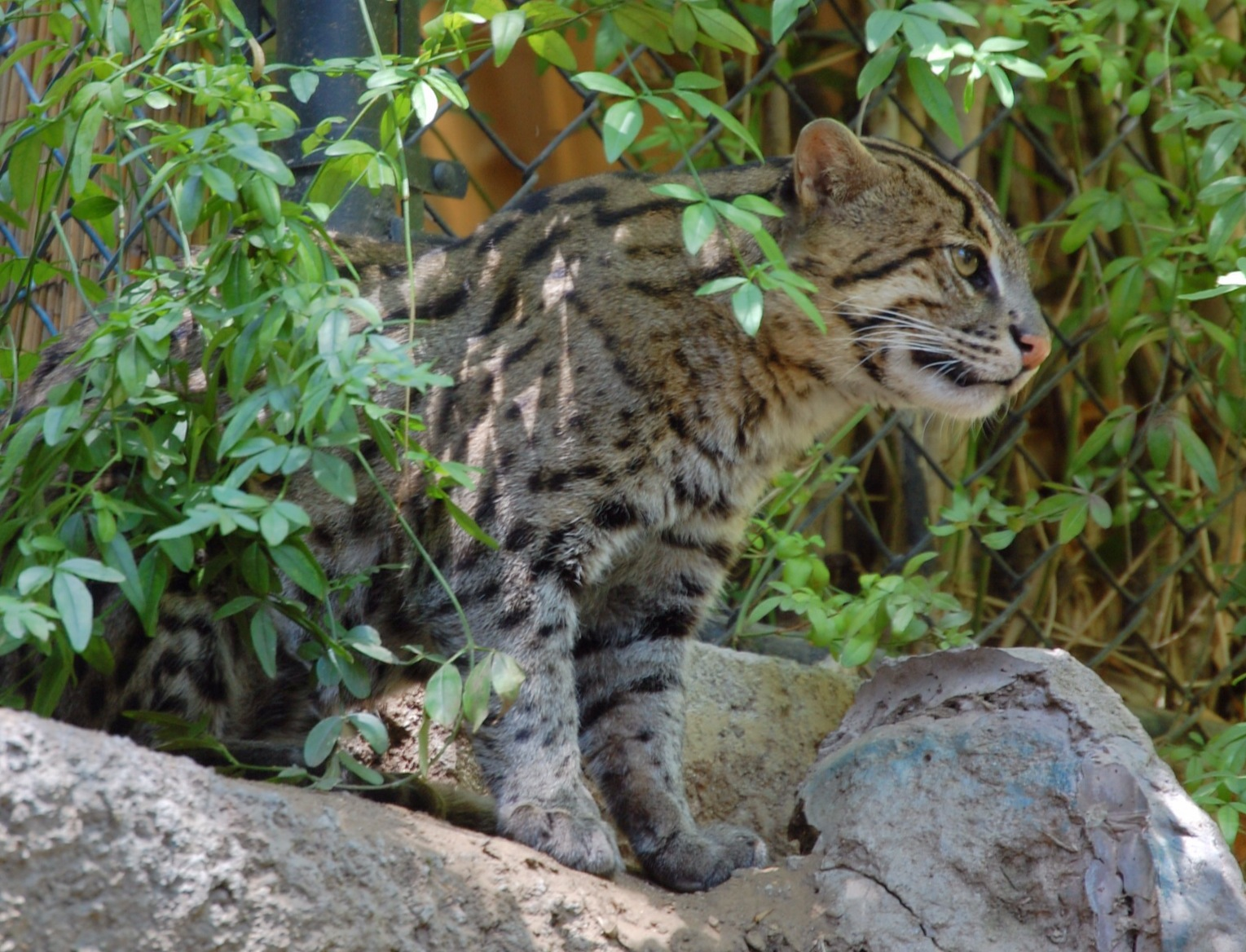
Кіт-рибалка в Зоопарку Сан-Дієго

На вигляд кішка-рибалка нагадує віверу (лат. viverra), за іменем якої й отримала свою латинську видову назву. Вона є найбільшим представником роду азійського кота. Має міцне м'язисте тіло, володіє великою силою. Вдвічі більша за домашнього кота. Маса дорослої тварини сягає від 11 до 15 кг для котів та 6–7 кг для кішок. Довжина тіла — 57-78 см, довжина хвоста 20-30 см. Висота в плечах — 38,1–40,6 см.
Хутро має строкате забарвлення, на дотик грубе. Кольорова гама може коливатися від оливково-сірого до попільно-сірого. По плечам проходять темні смуги, по боках знаходяться круглі чи овальні плями. Хутро на нижній частині тіла довше та часто у плямах.
Мордочка коротка і широка, перенісся практично відсутнє. Щелепа кругла, майже як у пітбуля; нижня дуже сильна. Голова кругла, шия коротка. Короткі та округлі вуха низько посаджені. Як і більшість котових, мають білі плями позаду чорноокреслених вух. Ці плями підкреслюють положення вух, які демонструють агресію тварини. По обом щокам проходять дві темні смуги. Над очима починаються чотири темні смуги, які закінчуються на плечах. Нижня частина тіла біла, під шиєю знаходяться два ряди плям. Лапи короткі. Хвіст короткий, вдвічі коротший за довжину тіла; біля стегон плямистий та товстий, на кінчику має декілька темних кілець.
Між пальцями передніх лап є перетинки, які заважають кішці втягувати кігті, але допомагають ловити рибу.

## Підвиди
- Prionailurus viverrinus viverrinus — Індія, Південно-Східна Азія, Суматра
- Prionailurus viverrinus risophores — Ява, Балі

## Розповсюдження

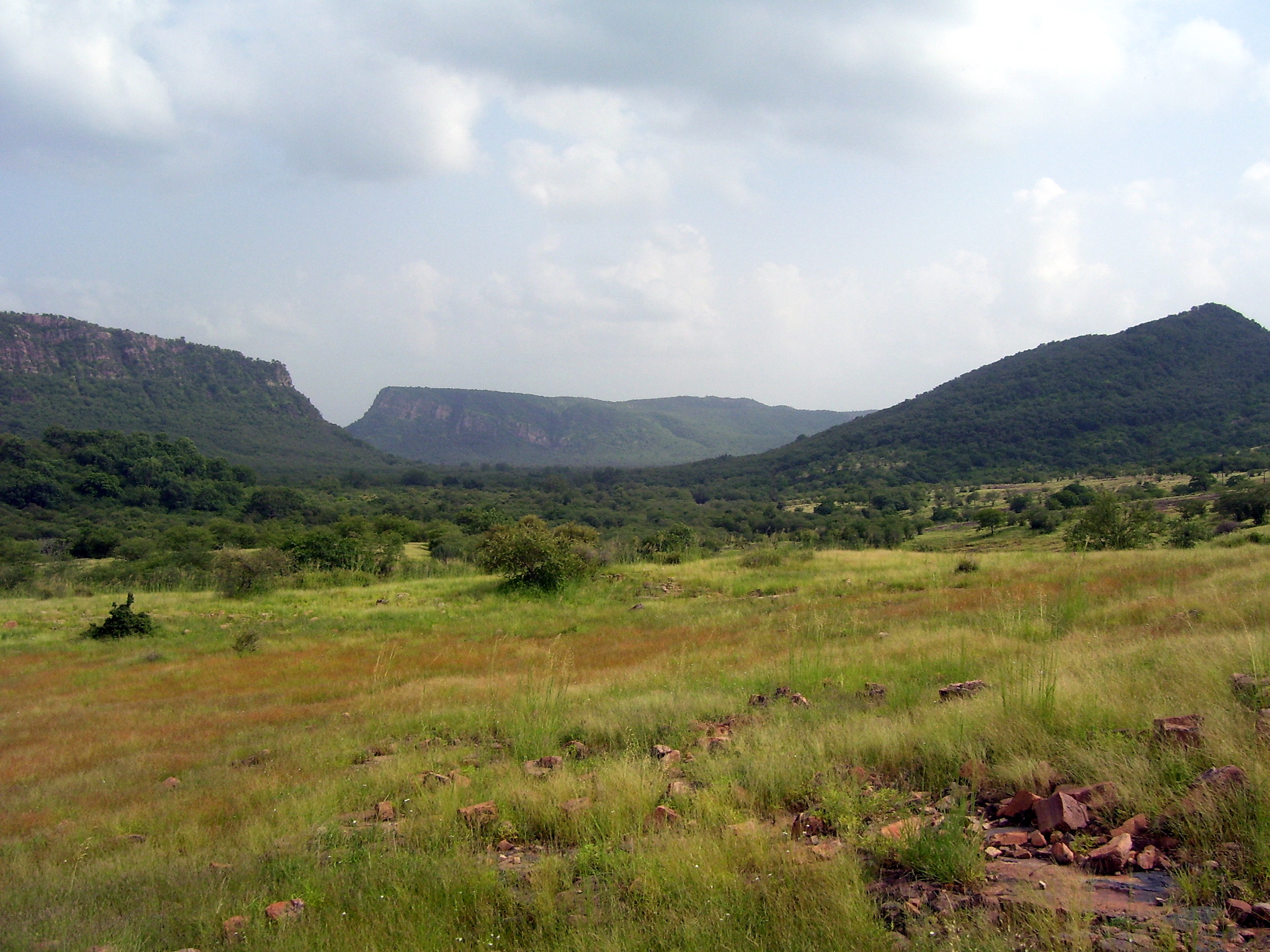
Національний парк Рантамбхор

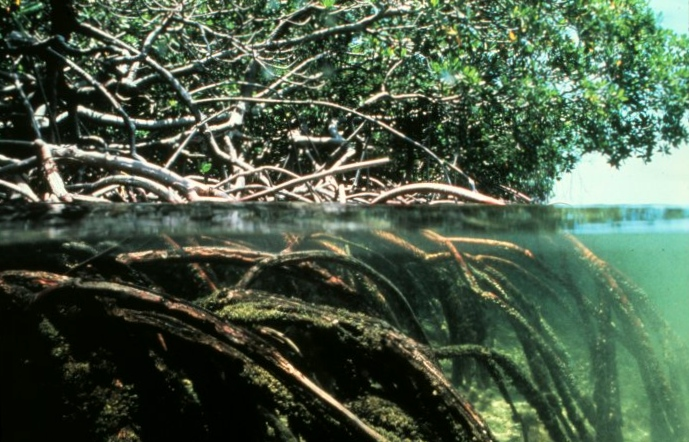
Мангрові ліси в Бангладеш

Кішка-рибалка мешкає в тропічних і субтропічних регіонах Південно-Східної Азії: на гімалайських передгірних терайях Індії та Непалу, в східній Індії, Бангладеш та на острові Шрі-Ланка. Відсутні задокументовані випадки із півострова Малайзія, В'єтнаму та Лаосу.
В Індії присутність котів-рибалок зареєстровано в Заповіднику тигрів Рантамбхор, Притулку птахів Сур Саровар, за межами охоронюваних територій в Західному Бенгалі, в та навколо Притулку дикої природи Крішна, в Притулку дикої природи Корінга та в прилеглих лісах заповідників в штаті Андхра-Прадеш.
Існують задокументовані популяції вздовж узбережжя в Таїланді. З Таїланду наявні лише шість фотографій кота-рибалки, які були отримані із Національного парку Каен-Крачан, Національного парку Хао-Сам-Рої-Йот та Території із забороною на полювання Тхале-Ної. В березні 2003 фотопасткою було сфотографовано одну особину в Притулку дикої природи Кулен Промпеп, північна Камбоджа. У 2008 році в Національному парку Ботум-Сакор, південно-західна Камбоджа було знайдено кошеня кішки-рибалки. У 2012 присутність дорослої особини було задокументовано в провінції Сінд, Пакистан. У 2015 році були отримані записи про наявність кішок на прибережних територіях Камбоджі.
Звіти з газет Бангладеш вказують на те, що кіт-рибалка розповсюджений по всій країні, але його популяції загрожує серйозна небезпека; між січнем 2010 та березнем 2013 місцеві селяни вбили принаймні 30 особин.
Острів Ява є найпівденнішою межею ареалу кота-рибалки. В 1990-х його популяції були рідкісними та розсіяними і обмежувалися припливними лісами біля пісочних чи заболочених берегів, старими мангровими лісами та закинутими мангровими плантаціями зі ставками рибоводів.
Коти-рибалки тісно пов'язані із водно-болотними угіддями та густою рослинністю, переважно мешкаючи на болотах чи в заболочених територіях, навколо стариць, плавнів, озер, припливних струмків та в мангрових лісах. Біля швидких річок котів-рибалок дуже мало. Більшість записів про них приходили із низинних територій. Хоча траплялися випадки повідомлення про наявність котів-рибалок на висотах в 1,500 м у Гімалаях. Їх популяції дуже локалізовані, хоча ареал розповсюдження займає обидва біоми вологих та сухих тропічних лісів.

## Поведінка
Кіт-рибалка в основному є нічною твариною. Коли не виховують кошенят, ведуть повністю поодинокий спосіб життя. Дуже гарно плавають; можуть пропливати довгі дистанції та навіть пливти під водою. Території самиць займають від 4 до 6 км², території самців — 16-22 км². Мітять свою територію тертям щік, голови, підборіддя, шиї об різні природні об'єкти та юринуючи на кущі, каміння, дерева.
Було виявлено, що дорослі особини можуть видавати кахкаючі звуки, подібно до гієн. Часто підточують кігті та показують флеменову поведінку.
Кішка має репутацію забіяки, проте зустрічі з людиною уникає. Описується випадок, коли кішка-рибалка розігнала зграю собак. Існує міф про те, що представниця виду напала на чотиримісячну дитину із Сингапуру; втім, документально це не підтверджено. Відомо, що в одному із зоопарків самець кішки-рибалки вирвався з клітки, зламавши її лапами, і ввійшов до клітки з леопардом, з яким бився та в кінці убив.

## Харчування

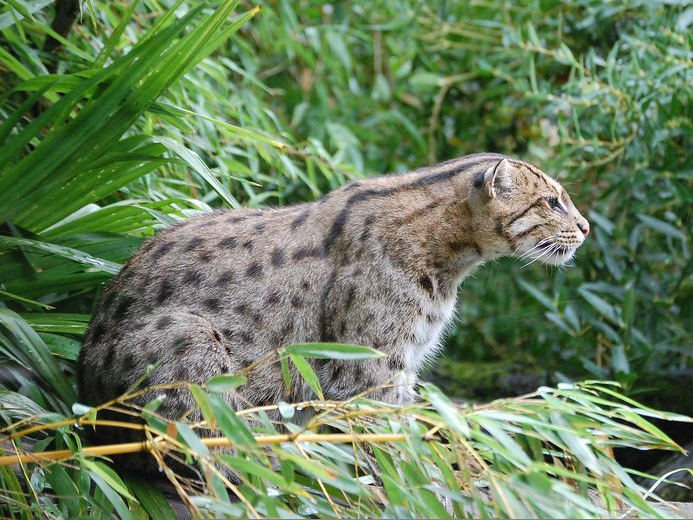
Кіт-рибалка, що сидить біля води в очікуванні здобичі

На відміну від більшості інших котячих, кішки-рибалки чудові плавці. У пошуках їжі вони не тільки вичікують біля берега, щоб одним влучним стрибком кинутися на здобич, але і бродять по мілководдю у пошуках крабів, жаб, равликів та інших водних мешканців, або ж пірнають і пливуть, аби впіймати рибу.
Харчуються в основному рибою. Під час полювання кішка сидить на березі ріки в очікуванні рибини, що пропливає повз, яку вдаряє пазуристою лапою. Іноді навіть упірнає за здобиччю на дно річки. Поїдає також жаб, змій, равликів, птахів, дрібних ссавців і падло.
Іноді полюють і на суші на мишей, птахів і комах. У виняткових випадках полюють і на більших ссавців розміром з ягня.

## Розмноження
Спарювання проходять у січні-лютому. Більшість кошенят, яких спостерігали в дикій природі були помічені в березні-квітні. В неволі вагітність триває 63-70 днів. Самиці народжують від двох до трьох кошенят. Вага кошенят при народжені становить 170 г. Активно пересуваються уже через місяць після народження. Після двох місяців починають грати у воді та вживати тверду їжу, але повної незалежності у поведінці набувають у віці шести місяців. У віці 8,5 місяців досягають розмірів дорослих особин. В 11 місяців мають всі зуби. Статеве дозрівання наступає в 15 місяців. В неволі живуть до 10 років.

## Загрози та охорона
Незаконне браконьєрство є великою загрозою для виду. Кіт-рибалка захищений національним законодавством у більшій частині його ареалу. Мешкає в кількох природоохоронних територіях.
Кіт-рибалка ймовірно є вимерлою твариною на прибережних територіях штату Керала, Індія.

## Галерея

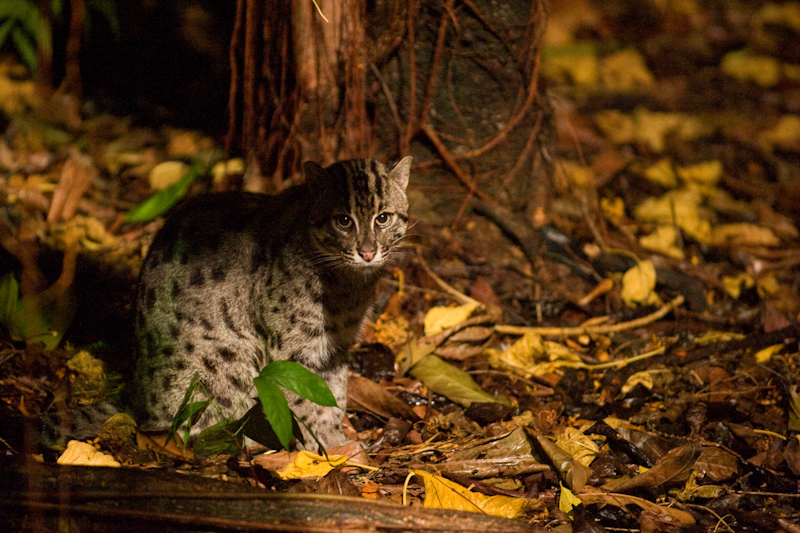
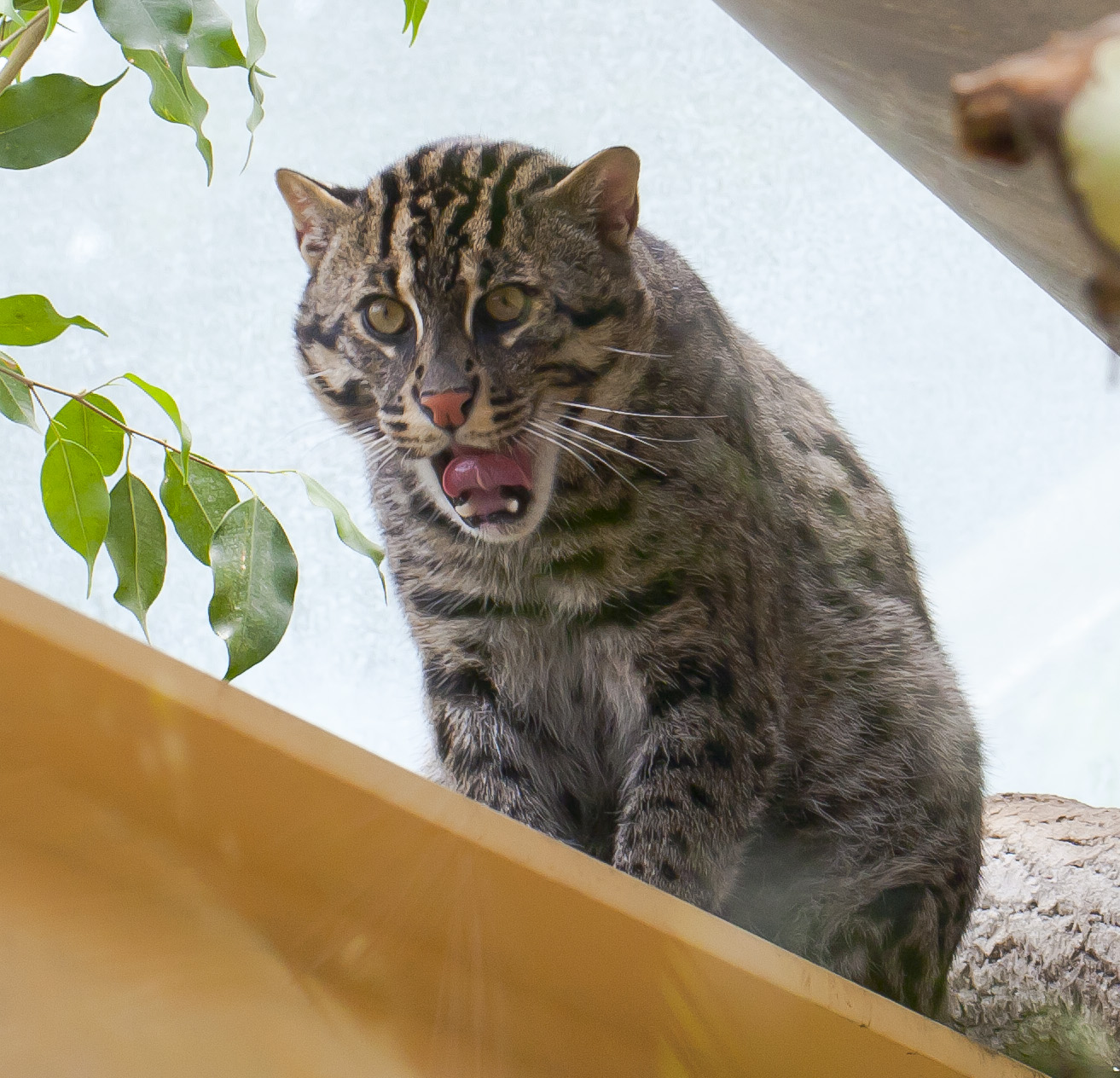
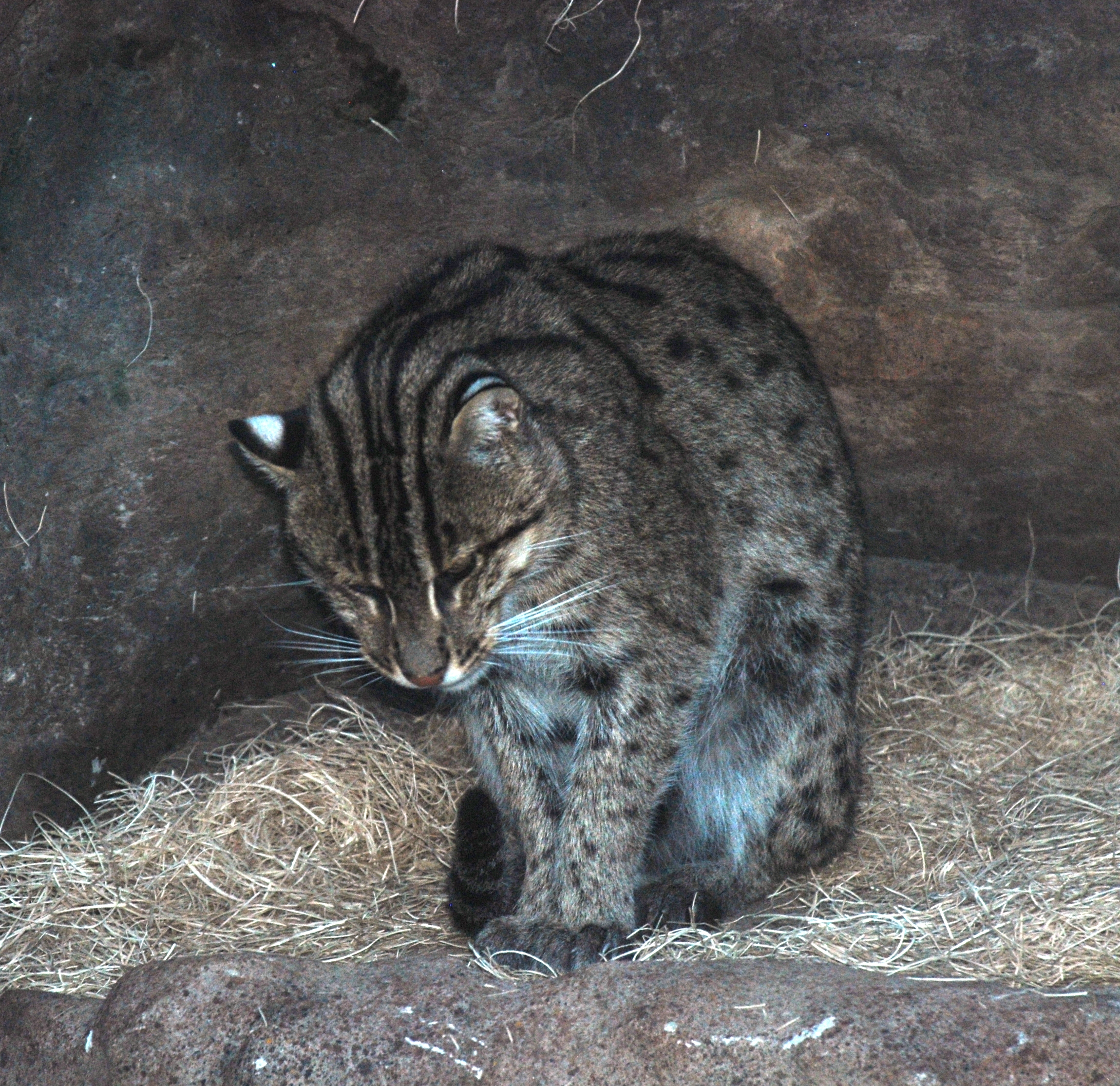
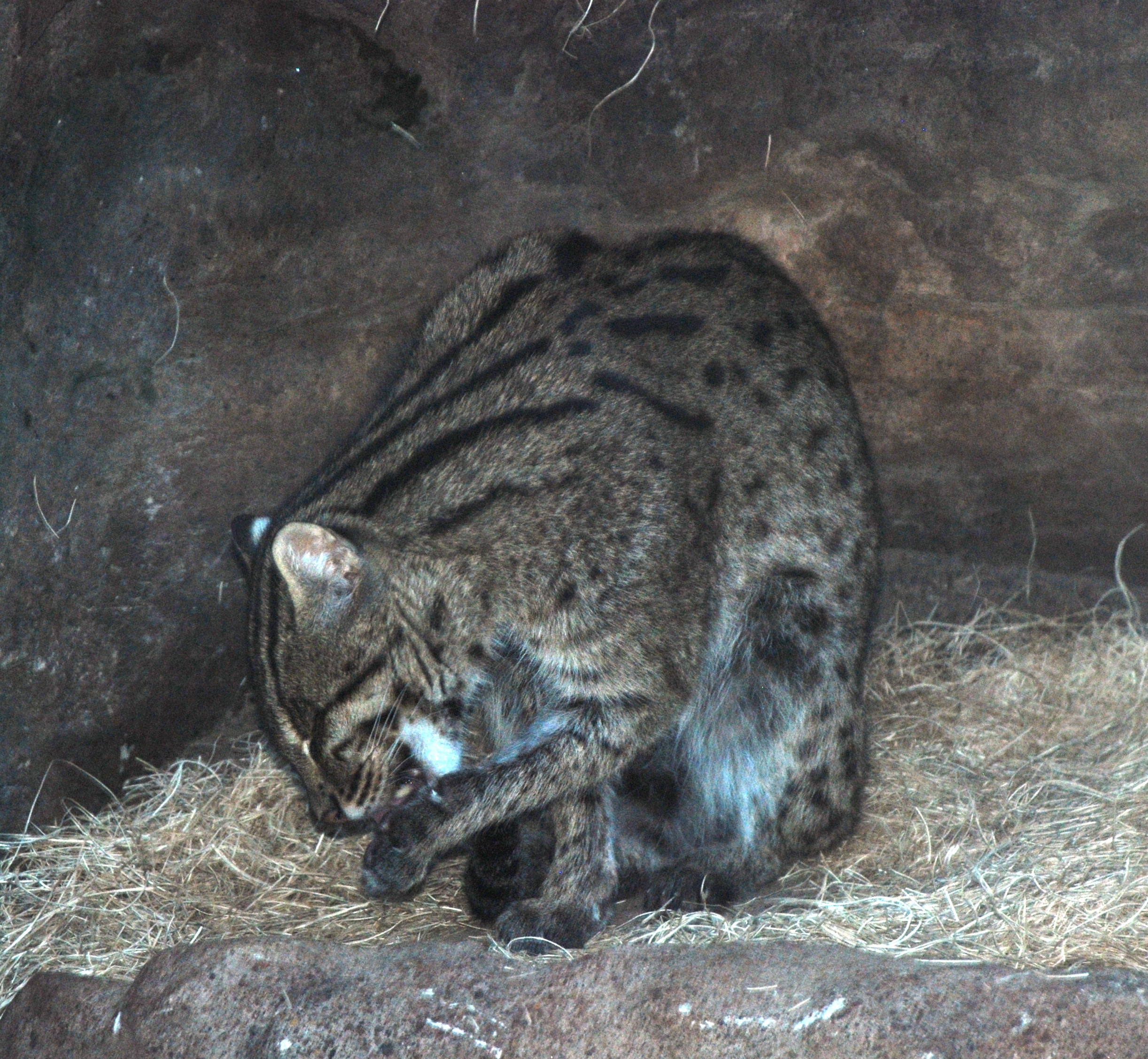
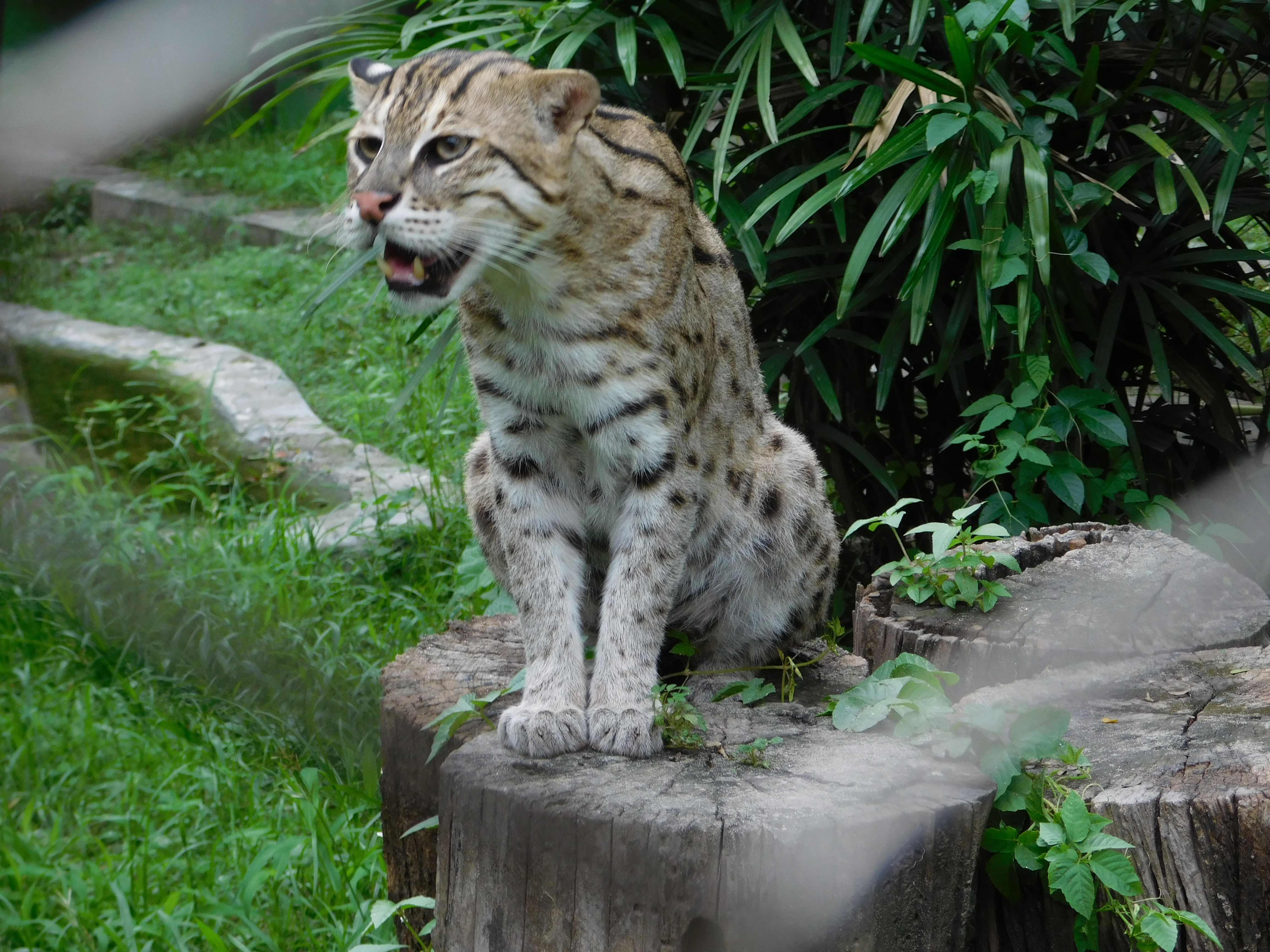
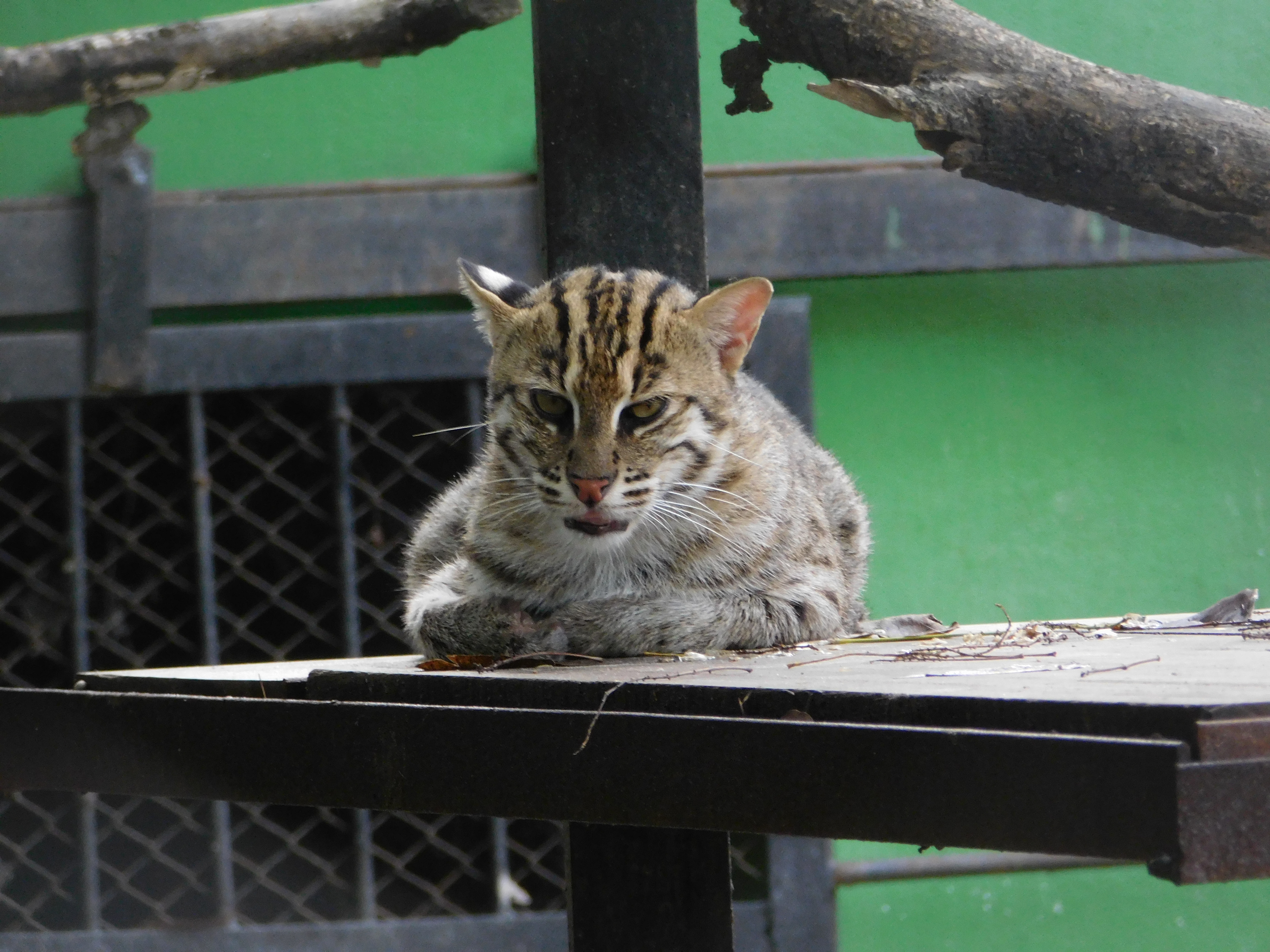
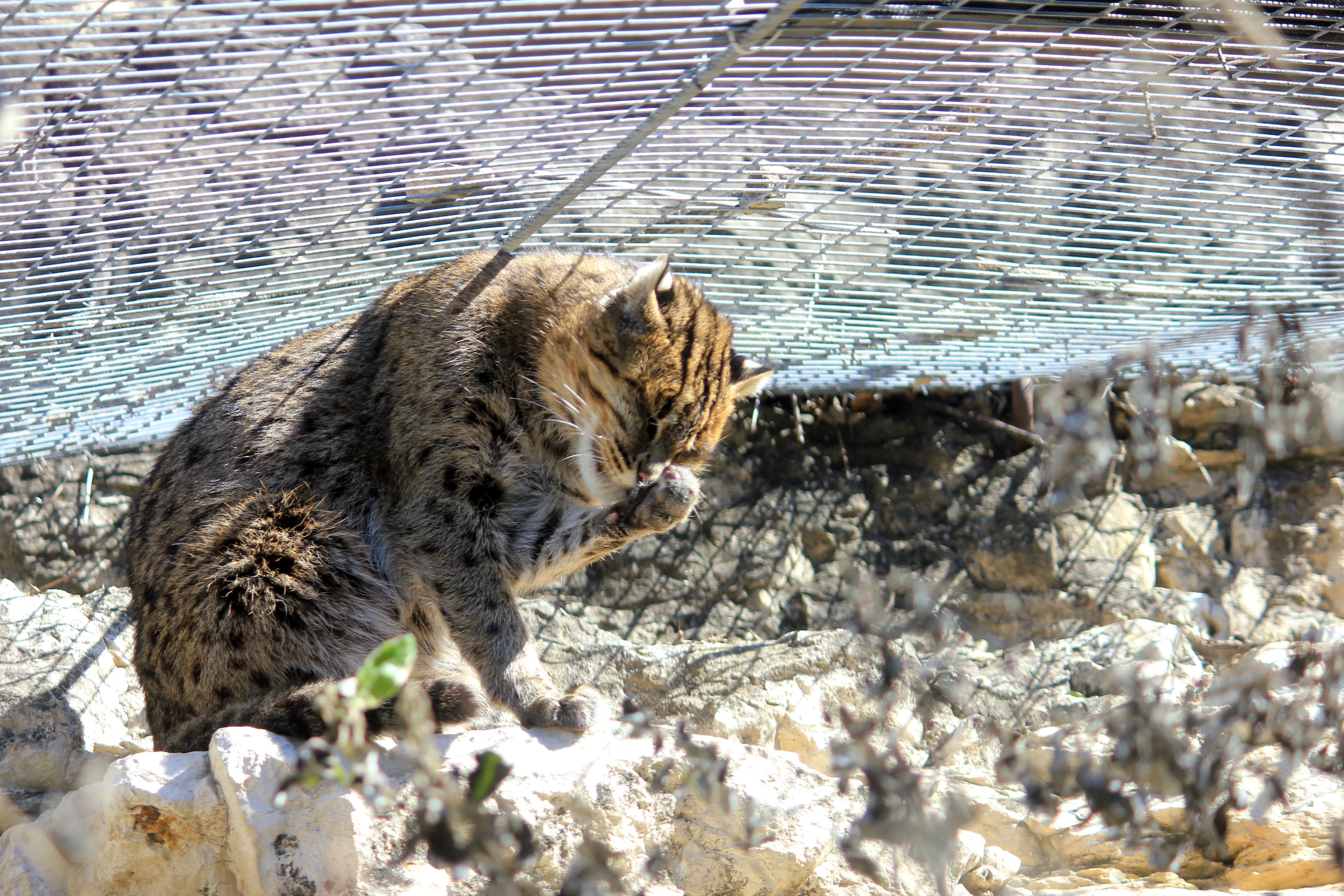
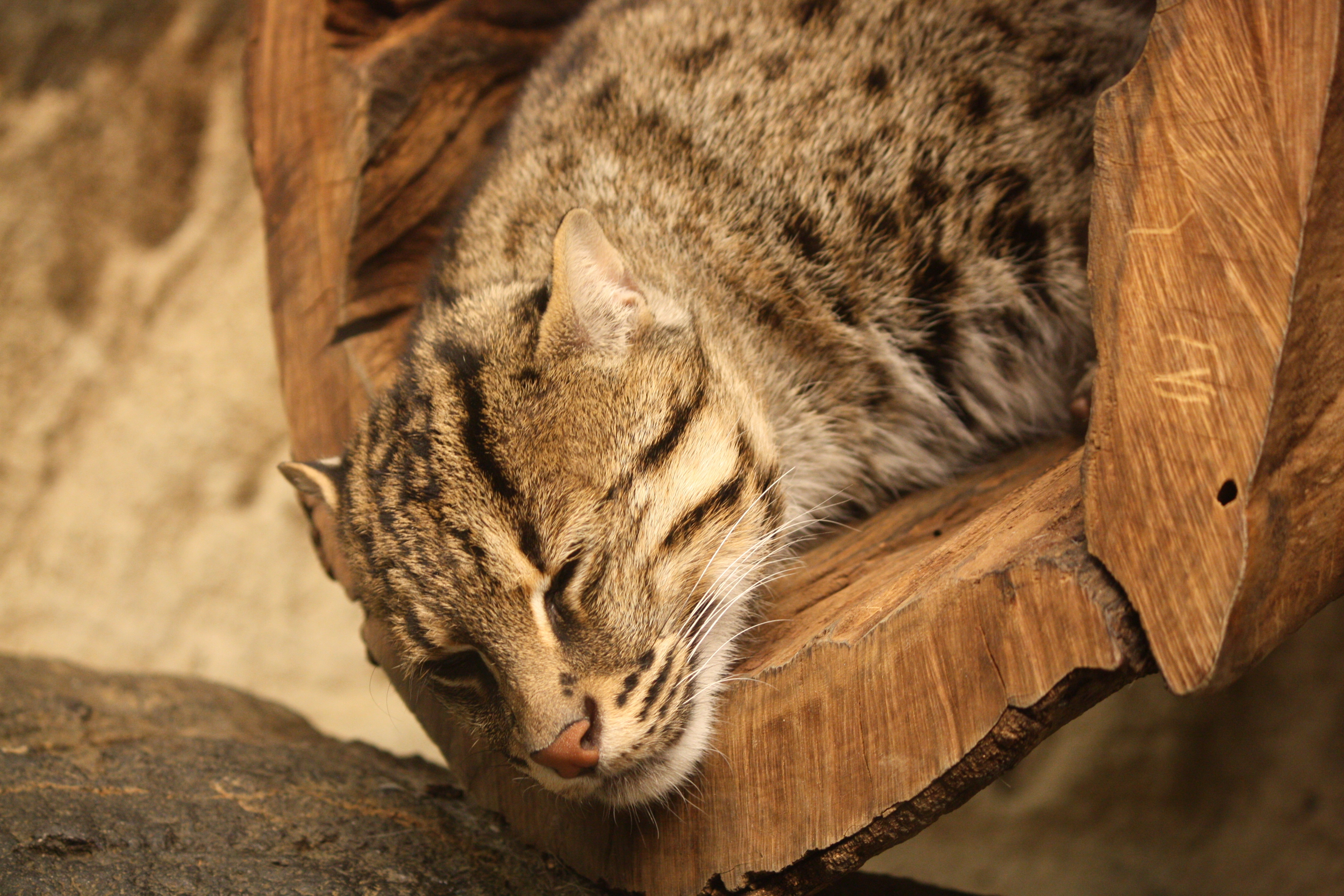
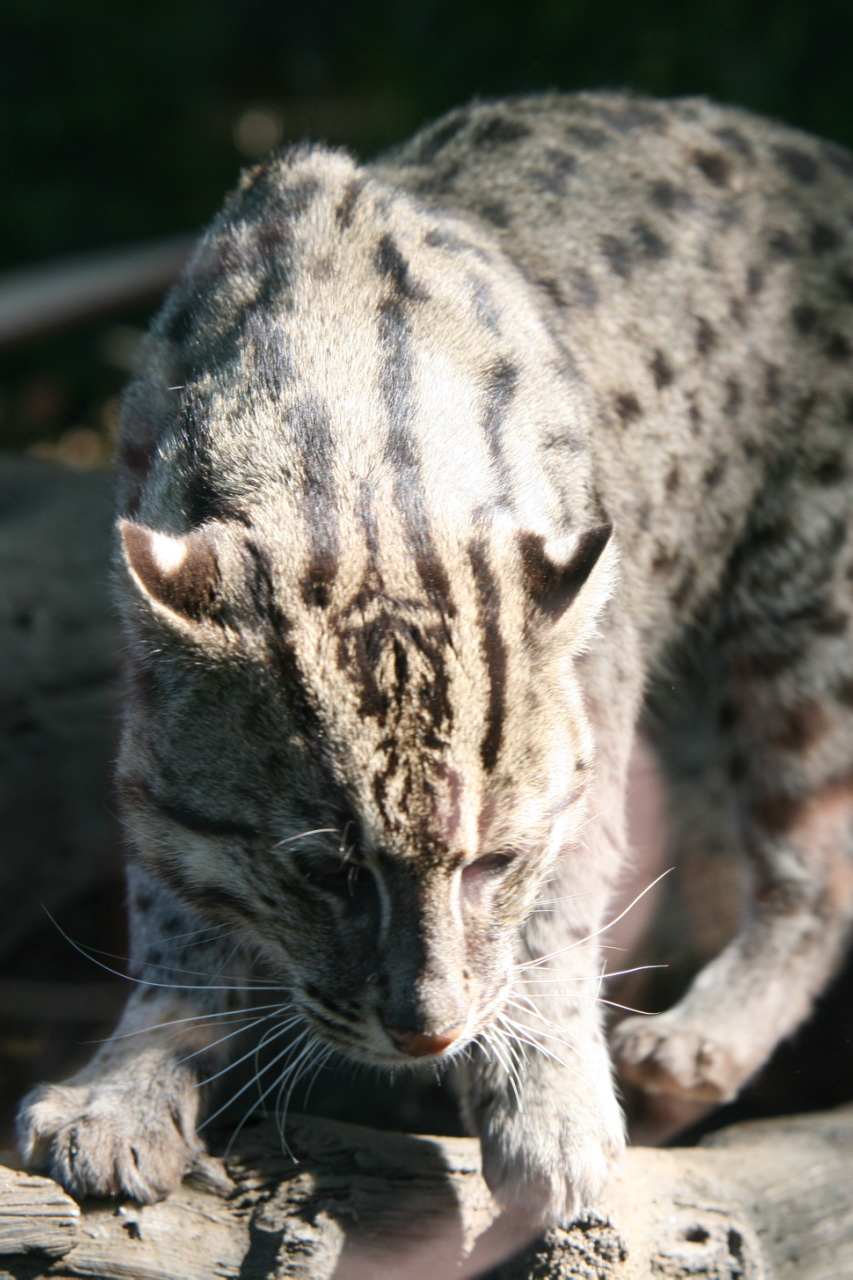
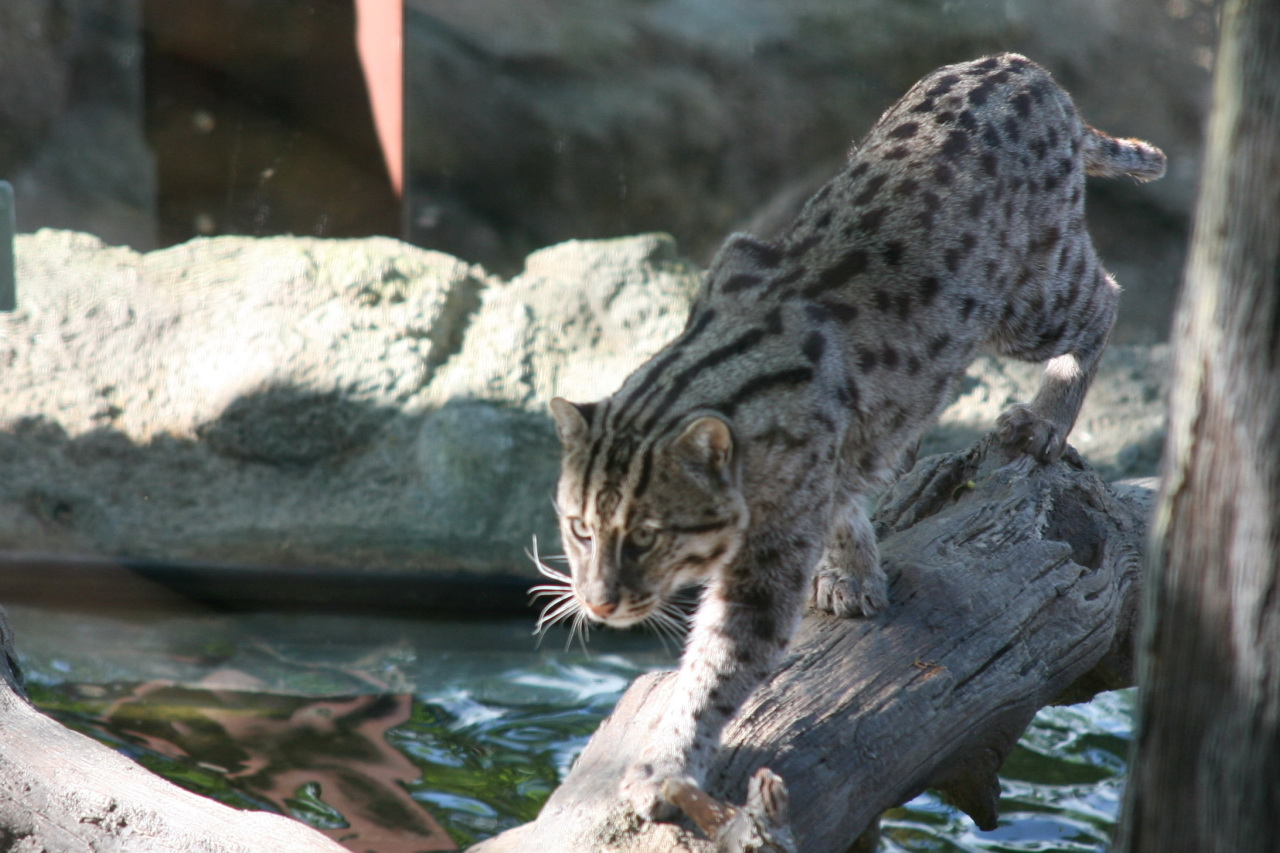
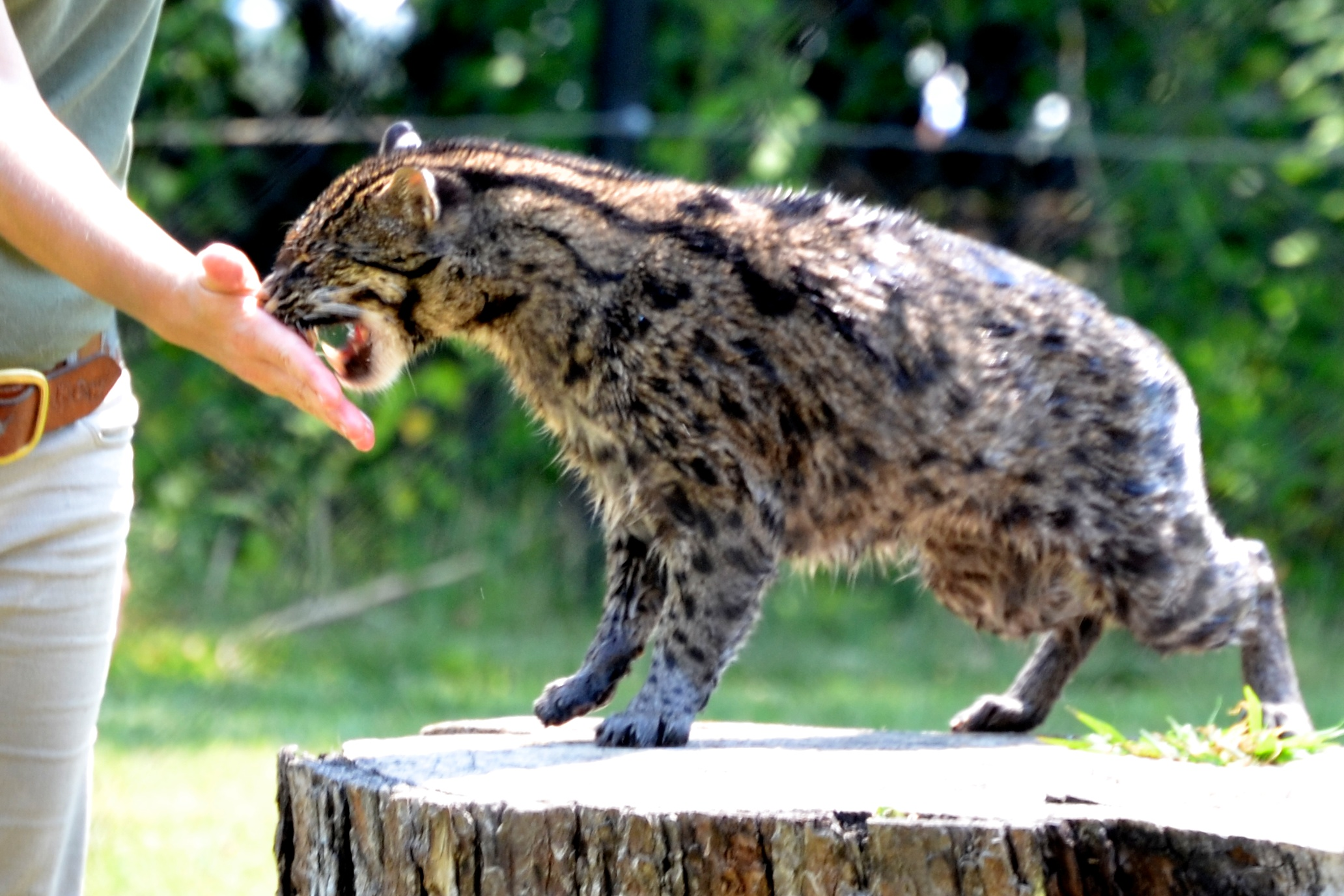
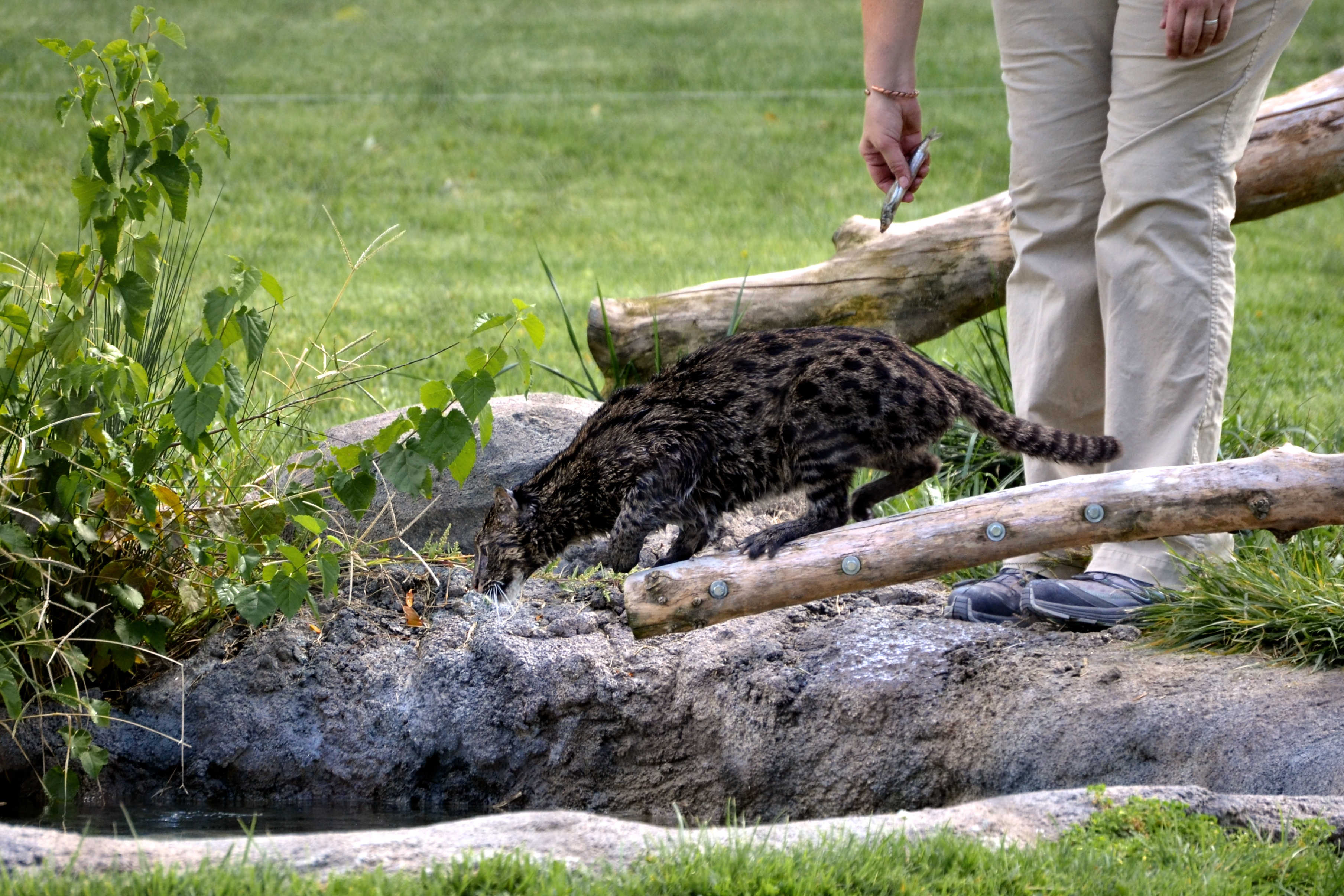
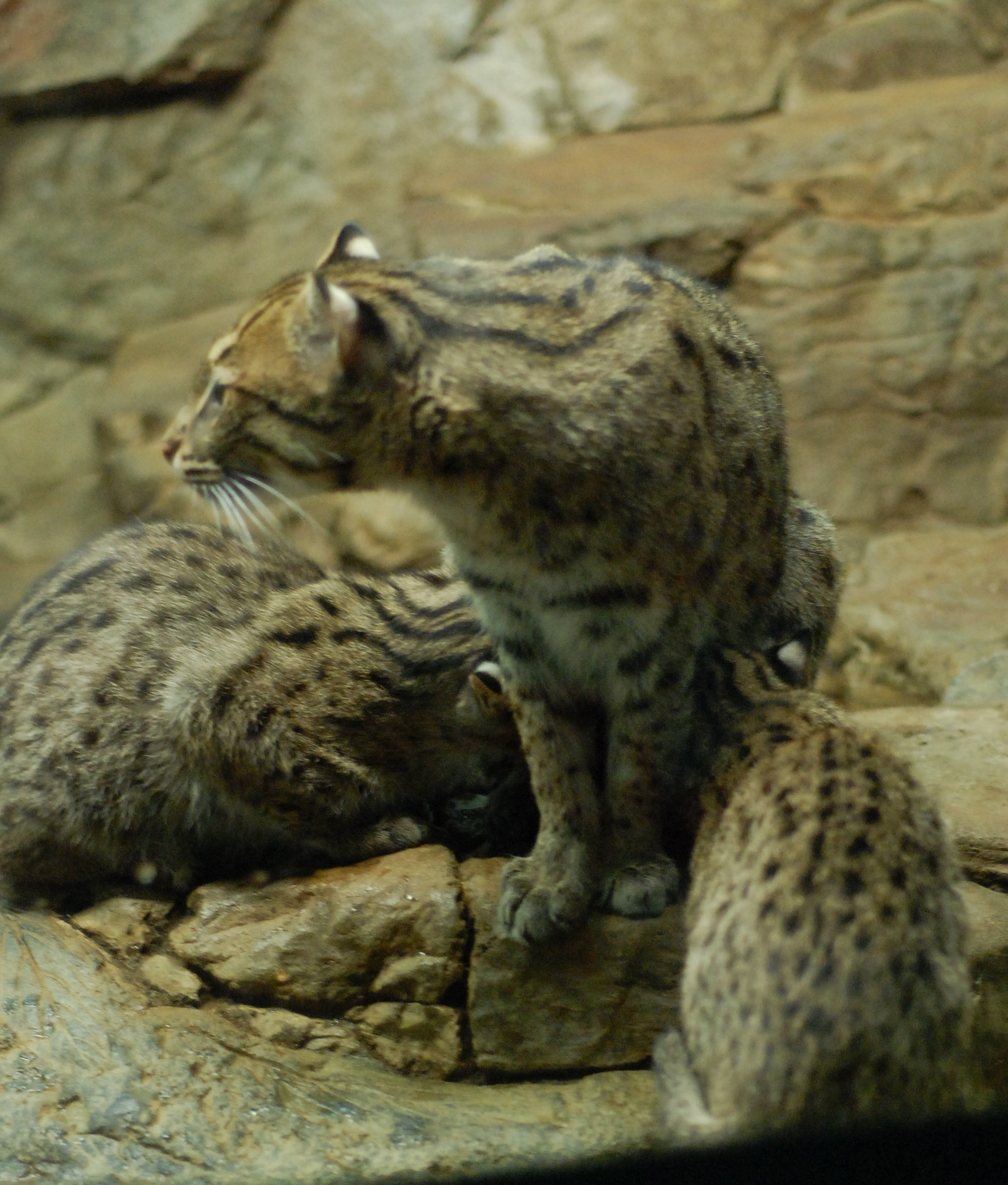
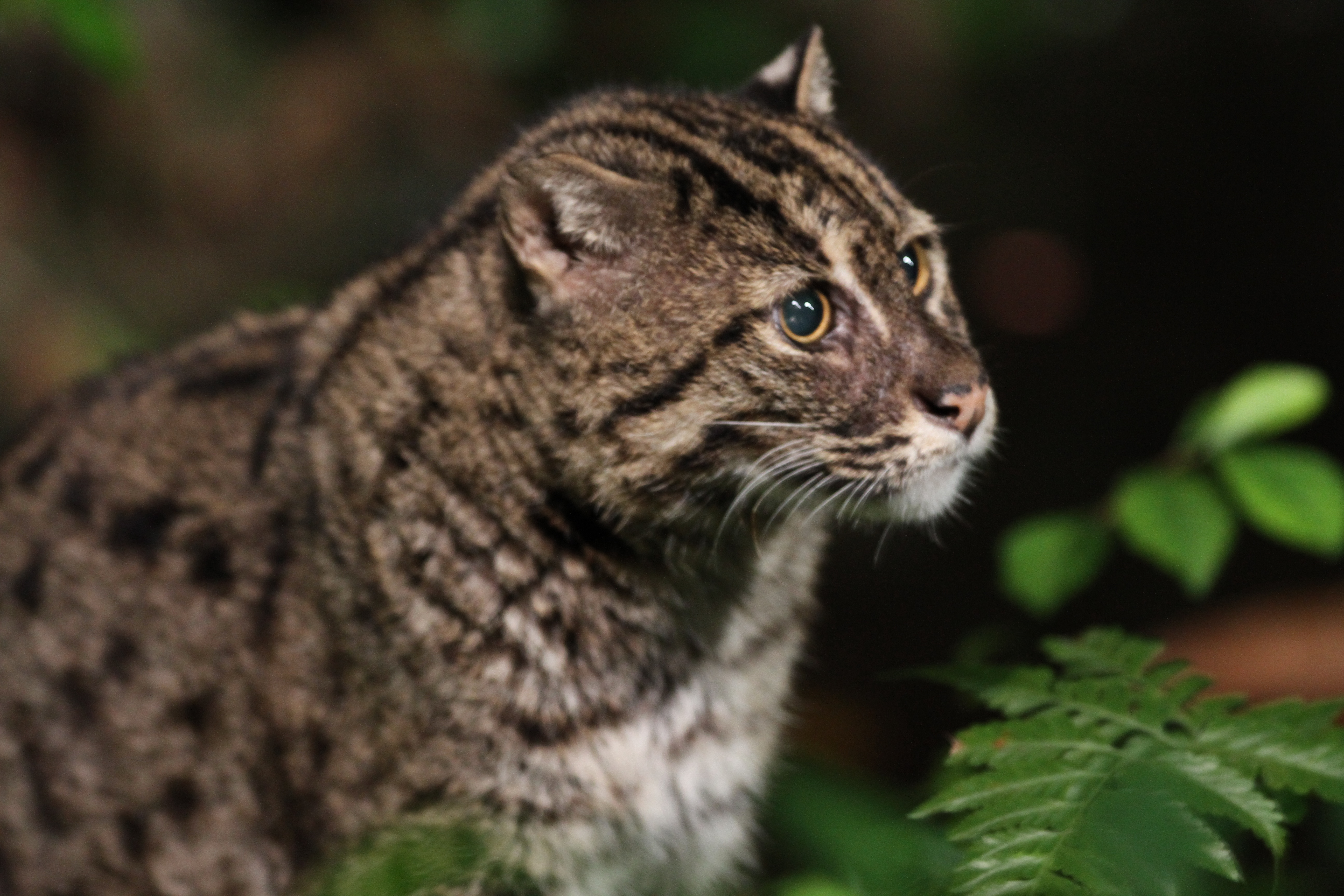
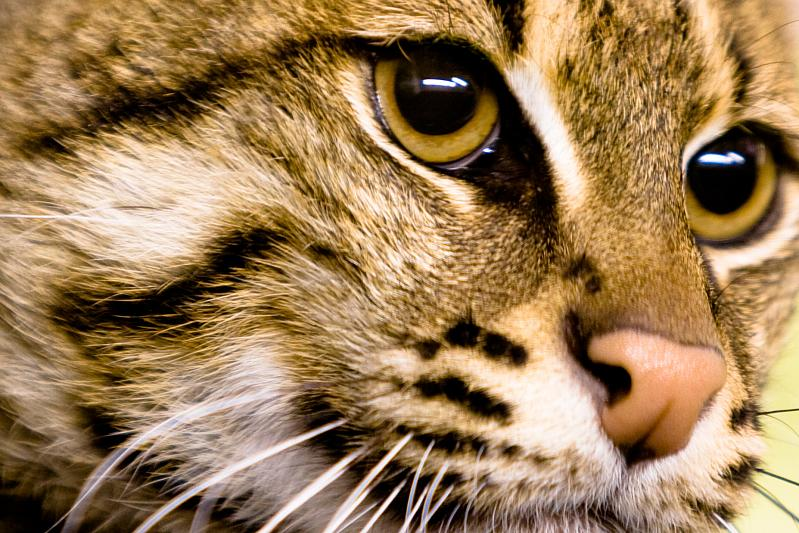
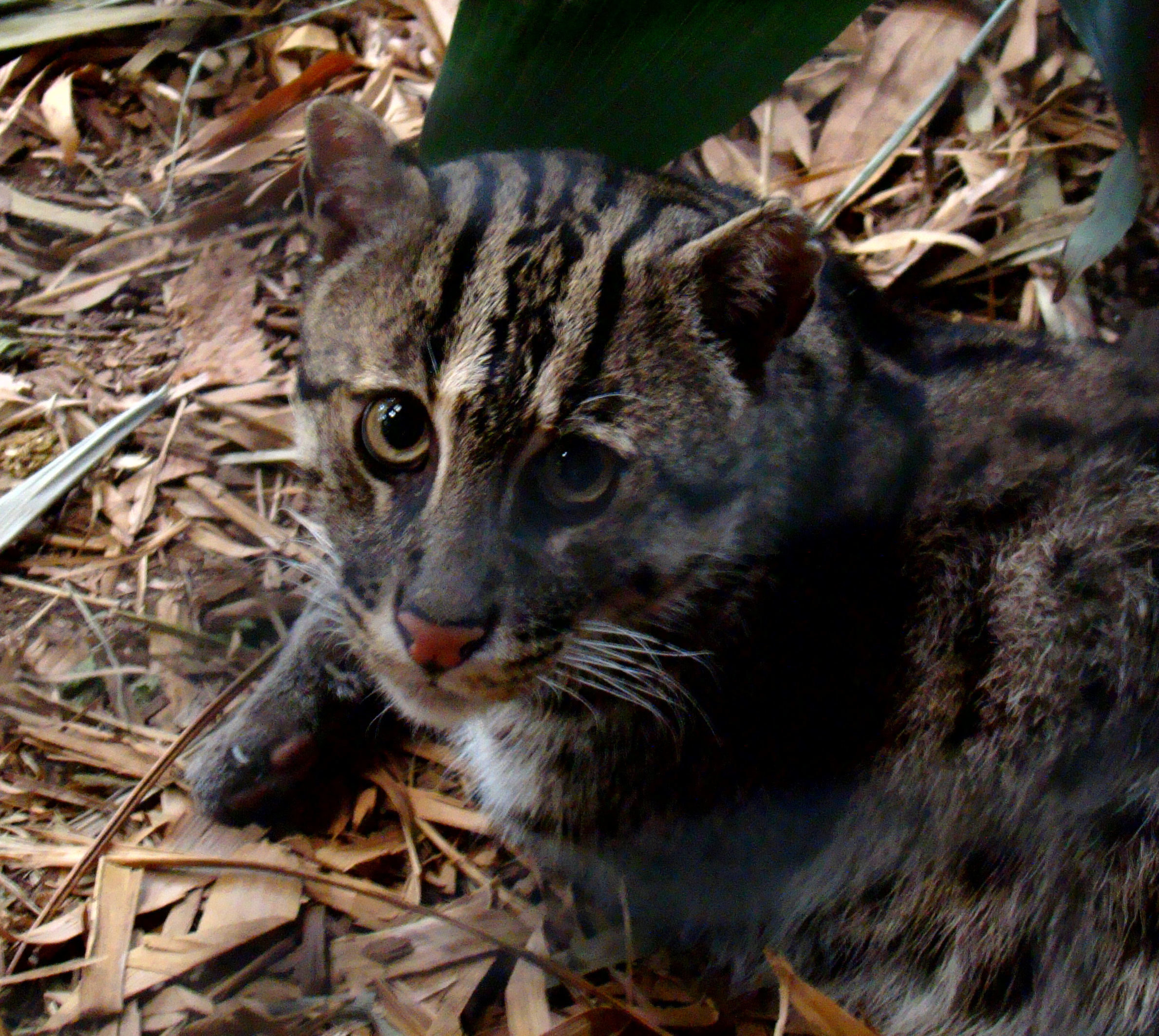